# Tier list

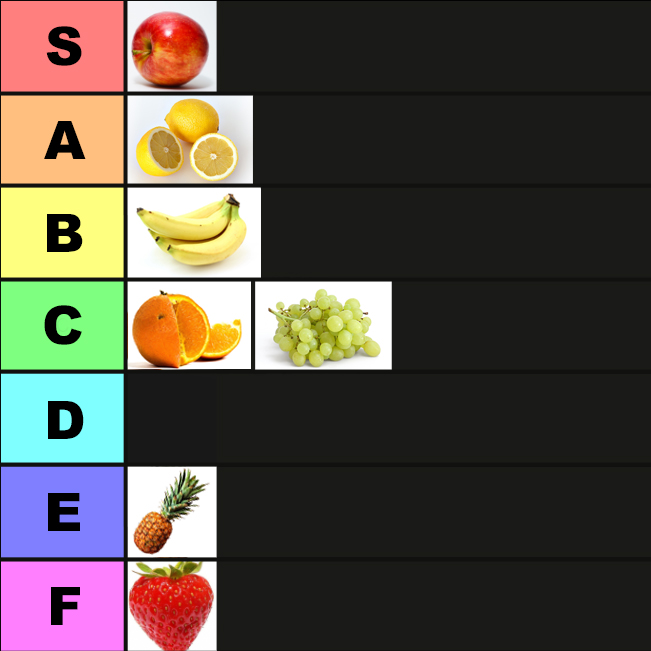
Un exemple de tier list, classant des fruits.

Une tier list est un classement concernant tous les personnages jouables d'un jeu vidéo par ordre de viabilité. Elle permet alors de classer, de manière purement théorique, les personnages en fonction de leur potentiel, pour des joueurs les contrôlant de niveau parfaitement égal. Elle n'est en revanche valable qu'au niveau compétitif.
Les tier lists sont utilisées pour classer des éléments d'autres sujets que les jeux vidéo, tels que des films, des équipes sportives, des logos, des animaux et des jeux de société[source insuffisante]. Leur but est généralement de laisser place à la discussion sur le sujet, de créer une vue d'ensemble facilement compréhensible, ou simplement de divertir. Les tier lists sont un phénomène populaire sur la plateforme de livestreaming Twitch depuis 2015-2016, et sont devenues populaires sur les vidéos de la plateforme YouTube en 2018-2019[réf. nécessaire].

## Utilité et concept
Un personnage avec un haut classement est considéré comme plus "fort" naturellement qu'un personnage classé plus bas, il est donc plus utilisé en tournoi car plus viable. Les tier lists sont populaires en particulier dans les jeux vidéo de combat, comme les franchises Street Fighter et Super Smash Bros., et les titres de type MOBA comme League of Legends et DOTA 2.
Quand un jeu compétitif est mis à jour, une des questions principales après la modification est de savoir comment la tier list sera affectée, c'est-à-dire quels personnages ont été rendus plus forts ("buffs") ou plus faibles ("nerfs") relativement à leur ancien potentiel et aux autres personnages. Le métagame s'adaptera aux changements, avec des nouvelles stratégies et des gains/pertes de popularité d'un personnage jouable au fil du temps.

## Méthodologie
Les classements sont souvent effectués par "tiers" ou catégories, en utilisant de façon générale un système lettré commençant par S (pouvant signifier Super, Supérieur, Spécial ou Sublime), puis par A et en ordre alphabétique. Parfois, un personnage peut être seul dans sa catégorie, un cas typique étant que le personnage soit beaucoup plus fort que les autres (Meta Knight dans Super Smash Bros. Brawl, pour lequel il a fallu concevoir une classe SS pour Super Spécial). Des sites spécialisés de jeu vidéo, comme The Daily Dot ou Kotaku, peuvent publier leur propre tier list pour des jeux populaires,. Dans d'autres cas, comme pour Super Smash Bros., la tier list peut être créée par le vote populaire ou par un panel de joueurs de haut niveau.